# Julien Ribaudo
Julien Ribaudo (Charleroi, 23 juli 1987) is een Belgisch politicus voor de marxistische politieke partij PVDA (PTB).

## Biografie
Ribaudo werkte eerst als opvoeder en was nadien zeven jaar lang maatschappelijk werker in de jeugdhulp. Sinds april 2022 staat hij aan het hoofd van het dagelijks bestuur van RedFox, de jongerenbeweging van de PVDA.
Bij de federale verkiezingen van 9 juni 2024 kreeg Ribaudo de derde plaats op de tweetalige PVDA-PTB-kieslijst in de kieskring Brussel-Hoofdstad. De partij behaalde er drie zetels en aldus raakte hij verkozen in de Kamer van volksvertegenwoordigers. Ribaudo werd er lid van de commissies Energie, Leefmilieu en Klimaat en Justitie en werd tevens plaatsvervangend lid van de Parlementaire Vergadering van de Raad van Europa.